# Liste der Landschaftsschutzgebiete im Kreis Schleswig-Flensburg
Liste der Landschaftsschutzgebiete im Kreis Schleswig-Flensburg in Schleswig-Holstein.
| Bild                                              | Nummer   | Bezeichnung des Gebietes              | Fläche in Hektar | WDPA-ID   | Koordinaten | Gemeinde(n) | Datum der Verordnung | Fundstelle |
| ------------------------------------------------- | -------- | ------------------------------------- | ---------------- | --------- | ----------- | --- | -------------------- | --- |
|                                                   | 59-SL-04 | Haithabu-Dannewerk                    | 1808,50          | 321323    | Position    | Schleswig, Busdorf, Dannewerk, Ellingstedt, Hollingstedt, Selk, Fahrdorf                                                                                                 | 4. April 1989        | Kreisbl. S. 73 letzte Änderung 19. September 2002, Kreisbl. Nr. 20 |
|                                                   | 59-SL-05 | Ochsenweg                             | 464,77           | 555550071 | Position    | Kropp, Tetenhusen | 17. November 1952    | GVOBl. Schl.-H. S. 181 |
|                                                   |          | Haddebyer und Selker Noor             | 413              |           |             | Fahrdorf, Selk | 25. März 1983        | Kreisbl. Nr. 8 |
|                                                   | 59-SL-08 | Am Havetofter See                     | 26,58            | 319591    | Position    | Havetoft | 20. Mai 1959         | Amtsbl. Schl.-H. AAz S. 128 |
|                                                   | 59-SL-09 | Sorgetal                              | 311,43           | 555550075 | Position    | Tetenhusen | 22. April 1963       | Amtsbl. Schl.-H. AAz S. 146 |
|                                                   | 59-SL-10 | Ufer des Langsees                     | 628,18           | 325266    | Position    | Idstedt, Neuberend, Süderfahrenstedt | 12. Dezember 1963    | Amtsbl. Schl.-H. AAz (1964) S. 33 |
|                                                   | 59-SL-11 | Nördliches Schleiufer                 | 3688,06          | 323276    | Position    | Arnis, Brodersby-Goltoft, Ekenis, Grödersby, Boren, Rabenkirchen-Faulück, Ulsnis, Schaalby                                                                               | 27. August 1964      | Amtsbl. Schl.-H./AAz S. 158 letzte Änderung: 1. September 1995 Kreisbl. Nr. 16 |
|                                                   | 59-SL-12 | Lüngmoor                              | 48,88            | 322863    | Position    | Stolk, Süderfahrenstedt | 4. April 1966        | Amtsbl. Schl-H./AAz S. 63 |
| LSG 59-SL-13 Flensburger Förde - Ohrfeldhaff (57) | 59-SL-13 | Flensburger Förde                     | 7351,64          | 320827    | Position    | Glücksburg, Munkbrarup, Langballig, Westerholz, Dollerup, Quern, Steinbergkirche, Steinberg, Niesgrau, Gelting, Nieby, Pommerby, Kronsgaard, Hasselberg, Maasholm, Rabel | 31. März 1967        | Amtsbl. Schl.-H./AAz S. 71 letzte Änderung: 19. September 2002, Kreisblatt Nr. 20 |
|                                                   | 59-SL-15 | Kupfermühle-Niehuus                   | 557,33           | 322367    | Position    | Harrislee | 31. März 1967        | Amtsbl. Schl.-H./AAz S. 73 letzte Änderung 5. Februar 1980 Kreisbl. Nr. 4 |
|                                                   | 59-SL-16 | Seeland-Moor                          | 120,13           | 324523    | Position    | Lindewitt, Jörl | 20. Februar 1979     | Amtsbl. Schl.-H./AAz S. 172 |
|                                                   | 59-SL-18 | Winderatter See                       | 274,78           | 325902    | Position    | Husby, Ausacker, Sörup | 20. Dezember 1972    | Amtsbl. Schl.-H./AAz 1973 S. 41 |
|                                                   | 59-SL-19 | Naherholungsgebiet Idstedt-Gehege     | 574,09           | 323117    | Position    | Idstedt, Lürschau, Neuberend | 2. April 1973        | Amtsbl. Schl.-H./AAz S. 135 |
|                                                   | 59-SL-20 | Kopperby/Olpenitz                     | 1216,25          | 322280    | Position    | Kappeln | 31. Oktober 1991     | Kreisblatt Nr. 2 letzte Änderung 18. Dezember 1992 |
|                                                   | 59-SL-21 | Oberes Treenetal und Umgebung         | 2920,31          | 555550076 | Position    | Sankelmark, Oeversee, Großsolt, Tarp, Sieverstedt, Jerrishoe, Eggebek | 31. März 1967        | Amtsbl. Schl.-H./AAz S. 74 letzte Änderung: 21. Mai 1993 Kreisbl. Nr. 11, Verordnung aufgehoben durch Urteil OVG Schleswig vom 13. Oktober 1999, einstweilig sichergestellt durch Verordnung vom 6. Dezember 1999, Kreisbl. Nr. 27, S. 396 letzte Änderung: 15. April 2008 Kreisverordnung über das Landschaftsschutzgebiet „Oberes Treenetal und Umgebung“ |
|                                                   | 59-SL-22 | Altmoräne am Lundtop-Jardelunder Moor | 1768,72          | 555550077 | Position    | | 12. April 2010       | |

Anmerkung
1. ↑  Koordinaten wurden dem European Nature Information System (EUNIS) der Europäischen Umweltagentur entnommen: Nationally designated areas (CDDA), Datei CDDA_v12_csv.zip, Stand Oktober 2014. Die Tabellenspalte Karte gibt die genauen Grenzen an.
2. ↑  Ein benachbartes Landschaftsschutzgebiet im Kreis Rendsburg-Eckernförde trägt ebenfalls den Namen „Ochsenweg“.
3. ↑  Beim Bundesamt für Naturschutz nicht eingetragen
4. ↑  Ein benachbartes Landschaftsschutzgebiet im Kreis Rendsburg-Eckernförde trägt ebenfalls den Namen „Sorgetal“.